# Bandera de Chiriquí
La bandera de Chiriquí es una bandera regional (no oficial) que representa a la provincia de Chiriquí, en Panamá.
Su diseño consiste en un rectángulo dividido por una diagonal que forma dos triángulos: uno de color rojo en la parte superior y uno de color verde, en la parte inferior y el color rojo junto al asta . En el centro de la bandera se muestran 14 estrellas dispuestas en un círculo que simbolizan los 14 distritos que la componían en el momento que la bandera fue bautizada en acto religioso. 
Esta bandera no posee una historia oficial referente a su creación y se citan dos versiones. La primera versión explica que la bandera fue creada por el batallón de Dolega, durante la guerra de Coto en 1921. La bandera no sería usada nuevamente hasta 1958, cuando el poeta Santiago Anguizola Delgado la obsequió a Carlos A. Miro jr, abanderado de las Fiestas Patronales de David en ese año. Según esta versión, el color rojo significa la acción liberadora y la sangre  derramada por los chiricanos en Coto, el color verde significa el verdor y la fertilidad de los suelos de Chiriquí y era uno de los banderines usados por los batallones que participaron en el conflicto de Coto. Las estrellas representan los 13 distritos de la provincia, y no fueron introducidos sino hasta  inicios de los años 80 s por el Lic, Miguel Ángel Brenes Pérez.  (antes de que se creara el Distrito de Tierras Altas el 1 de julio de 2017). Originalmente, las estrellas estaban dispuestas en un semicírculo, en el bautizo realizado el 26 de mayo de 1995 en la catedral de David se adoptó el formato que en ese momento era el más popular. 
La segunda versión relata que la bandera fue diseñada y confeccionada por Santiago Anguizola y que fue presentada por vez primera en una cabalgata en donde el poeta fue abanderado. En esta versión se señala que el color rojo indica el amor de los chiricanos por su tierra, el color verde significa la fertilidad del suelo y las estrellas indican el número de distritos de la provincia, el color blanco de las estrellas significa la paz. De igual modo en esta bandera las estrellas estaban dispuesta en forma de semicírculo pero luego fueron dispuestas en forma circular, señalando la misma importancia para los distritos.  Cabe señalar que la bandera de Chiriqui o sus banderines rojos y verdes no poseyeron estrellas, sino hasta los inicios de los años ochenta.